# Ли Ао
Ли Ао (кит. упр. 李翱, пиньинь Lǐ Áo) по прозванию Сичжи (кит. 习之) (772—841) — китайский философ

 и поэт, писатель, каллиграф.
Ли Ао сумел сдать экзамены на высшую учёную степень цзиньши и был членом императорской Государственной академии. Он испытал сильное влияние буддизма, стремился к синтезу буддийских и конфуцианских концепций на основе идей «Чжун юна», пытался применять буддийский понятийный аппарат для анализа элементов конфуцианского учения. Политическое учение Ли Ао представляет собой интерпретацию положений Конфуция и Мэн Кэ.
Основные сочинения: «Фу син шу» («Книга о возрождении индивидуальной природы»), «Ли Вэнь-гун цзи» («Собрание произведений Ли — князя Вэнь-гуна»).